# Бухолц (Штадтаген)
Бухолц (њем. Buchholz) град је у њемачкој савезној држави Доња Саксонија. Једно је од 38 општинских средишта округа Шаумбург. Према процјени из 2010. у граду је живјело 783 становника. Посједује регионалну шифру (AGS) 3257008.

## Географски и демографски подаци
Бухолц се налази у савезној држави Доња Саксонија у округу Шаумбург. Град се налази на надморској висини од 133 метра. Површина општине износи 1,8 km². У самом граду је, према процјени из 2010. године, живјело 783 становника. Просјечна густина становништва износи 445 становника/km².